# 崔貽孫
崔貽孫，字伯垂。五代政治人物，出身於著名士族博陵崔氏第三房。

## 生平
崔貽孫以世家大族的出身登進士第，初期宦途頗順遂。他曾出使江南，回來後於漢水沿岸的穀城經營自己的別墅，供自己休憩，其處於清江之上，綠竹遍野，景緻幽深，很被當時的人們稱賞。李振貶均州，崔貽孫曲意討好，後來李振入朝，崔貽孫也得到升遷。李存勗建立後唐，崔貽孫任吏部侍郎，因為銓選人才的的疏失荒謬而被貶官邊塞，路過潞州，寫信給當地節度使孔勍，感嘆：「十五年穀城山裏，自謂逸人；二千里沙塞途中，今為逐客。」當時崔貽孫以年過八十，以此理由請求留在當地。後來崔貽孫遇赦回到京師，宰相鄭玨是崔貽孫的姻戚，希望恢復他吏部侍郎的官職，然而崔貽孫已年老昏耄，不堪其任，遷禮部尚書，致仕後去世。

## 為人
崔貽孫為人貪小便宜，喜愛干涉關說他人的事務，藉此得利。儘管年過八十仍汲汲於宦途昇晉。崔貽孫財產豐厚，他被貶官後，三個兒子都在爭奪家產，竟沒有一人理會他的生活與健康狀況，他忿忿地寫信去責罵兒子們：「生有明君宰相，死有天曹地府，吾雖考終，豈放汝耶！」

## 家族
崔貽孫出自博陵崔氏第三房。
- 祖父：崔玄亮
- 父：崔芻言
- 子女：有子三人

## 延伸阅读
[在维基数据编辑]
 《舊五代史·卷69》，出自薛居正《舊五代史》